# Тамбур
Та́мбур (фр. tambour, букв. — «барабан», з араб.) — в архітектурі і будівлі прохідний простір між дверима в будівлях, спорудах, транспортних засобах (наприклад, вагонах), що слугує для захисту від проникнення холодного або гарячого повітря, атмосферних опадів, пилу, диму і запахів при вході до будинку, у сходову клітку чи інші приміщення.
Тамбуром також називають барабан — циліндричну або багатогранну основу, яка підтримує купол будівлі.